# Voronivșciîna, Hadeaci
Voronivșciîna (în ucraineană Воронівщина) este un sat în comuna Martînivka din raionul Hadeaci, regiunea Poltava, Ucraina.

## Demografie
Componența lingvistică a localității Voronivșciîna
     Ucraineană (100%)
Conform recensământului din 2001, toată populația localității Voronivșciîna era vorbitoare de ucraineană (100%).